# Castel Church Statue Menhir
Castel Church Statue Menhir är en fornlämning i Guernsey (Kanalöarna). Det är en så kallad statue menhir, en typ av rest sten på vilken man huggt fram en figur, här en kvinna, möjligen en gudinna. Den står nu på kyrkogården vid församlingskyrkan i Castel, nästan mitt på ön.